# Odoardo Vecchiarelli
Pour les articles homonymes, voir Vecchiarelli.
Odoardo Vecchiarelli (né en 1613 à Rieti, dans le Latium, alors dans les États pontificaux et mort le 31 juillet 1667 à Rome) est un cardinal italien du XVIIe siècle.

## Biographie
Odoardo Vecchiarelli est clerc et auditeur à la chambre apostolique. 
Le pape Alexandre VII le crée cardinal in pectore lors du consistoire du 29 avril 1658. Sa création est publiée le 5 avril 1660. Il est nommé évêque de Rieti la même année.
Le cardinal Vecchiarelli participe au conclave de 1667 lors duquel Clément IX est élu pape.

### Sources
- Fiche du cardinal sur le site fiu.edu